# Österrikiska köket

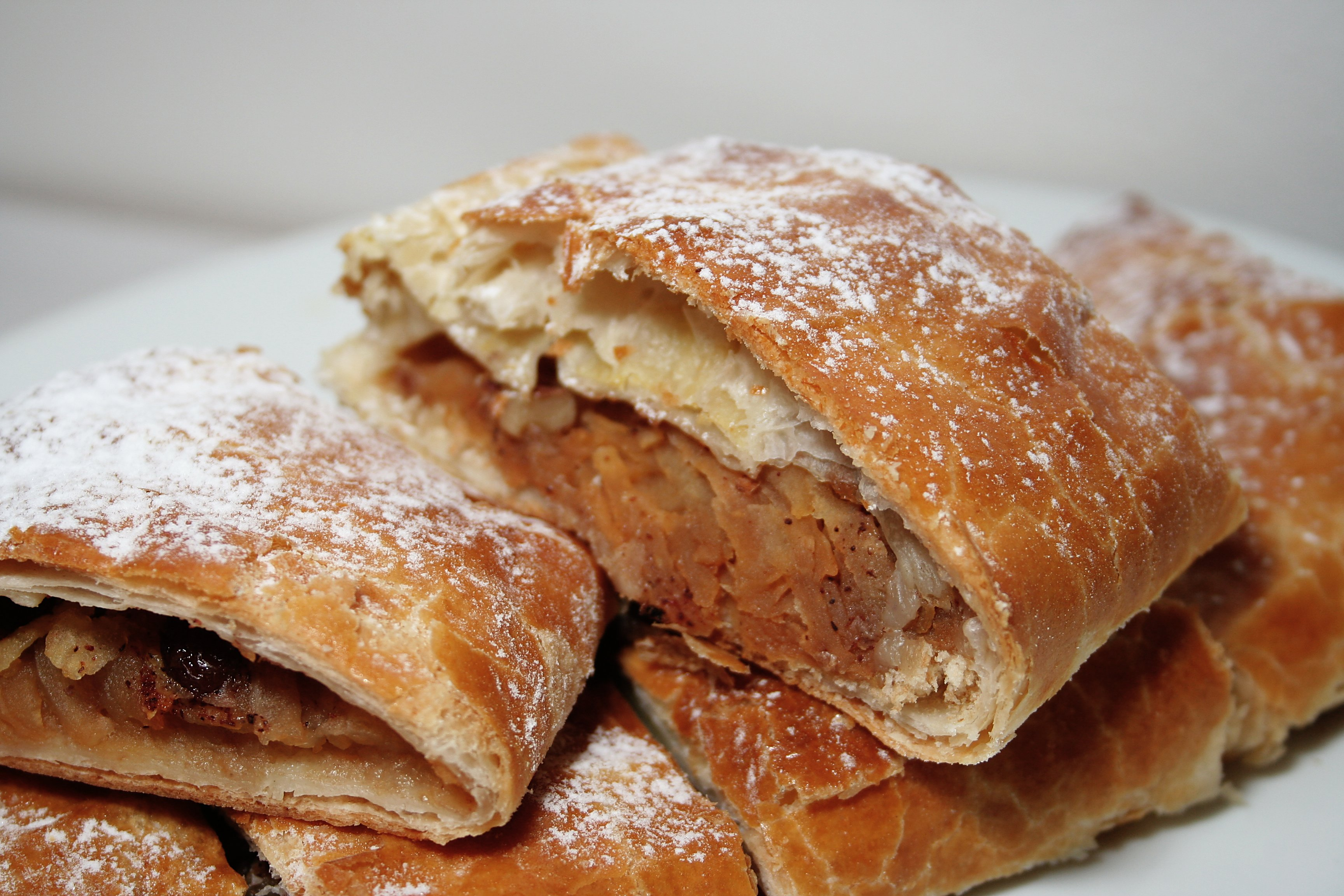
Apfelstrudel.

Österrikiska köket är den matkultur och de mattraditioner som finns i Österrike och består av influenser från Österrike-Ungern. Regionala influenser från italienska köket, ungerska köket, tyska köket och olika kök på Balkan har påverkat matlagningen, och denna sammansmältning av stilar påverkade i sin tur hela riket. Mycket av maten består av kött och potatis. Wienerschnitzeln tros ha kommits på i Milano under 1500-talet, varifrån den upptogs i Wien och sedermera populariserades som wienerschnitzel genom hela riket och vidare.
Det österrikiska köket associeras ofta med det wienska köket, men det finns utmärkande regionala variationer.
Wienerbrödet tros härstamma från huvudstaden Wien och kallas i Sverige, Norge och Danmark för wienerbröd eller wienerbrød, "wienskt bröd". Bakverket består av en deg som i det klassiska köket refereras till som wienerdeg som består av tunna lager av smör och vetedeg, som importerades till Danmark av österrikiska bagare inhyrda under en bagarstrejk bland danska bagare under 1850-talet.